# الرياضة في أيرلندا الشمالية

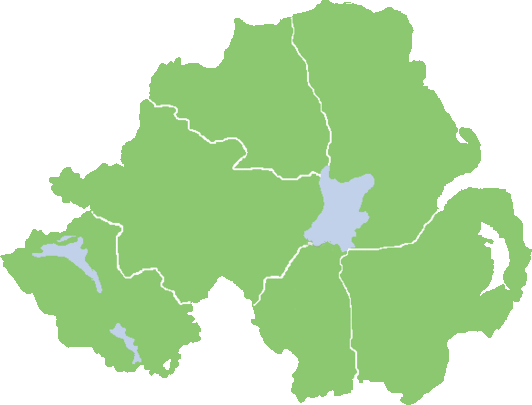

تلعب الرياضة في أيرلندا الشمالية دورًا مهمًّا في حياة العديد من سكان أيرلندا الشمالية. يجري تنظيم معظم الألعاب الرياضية على أساس شمولها أيرلندا بكامل أراضيها، مثل اتحاد الرغبي، والألعاب الغالية، وكرة السلة، ودوري الرغبي، والهوكي والكريكيت، بينما يجري تنظيم رياضات أخرى، مثل اتحاد كرة القدم وكرة الشبكة، على أساس منفصل يشمل أيرلندا الشمالية وحدها.

## الملاكمة
الملاكمة هي رياضة شعبية في أيرلندا الشمالية. ومن الملاكمين الأيرلنديين الشماليين البارزين: كارل فرامبتون، وواين مكولوغ، وراي كلوز وآخرون غيرهم.

## الغولف
تعتبر الغولف رياضة ذات شعبية واسعة في أيرلندا الشمالية. حظي لاعبو الغولف من أيرلندا الشمالية بنجاحٍ منقطع النظير في السنوات الأخيرة. بين عامي 2010 و2015، حصد كل من غرام ماكدويل ودارين كلارك وروري ماكلروي بنسبة 25 ٪ من الألقاب في البطولات الكبرى.

## اتحاد كرة القدم
الاتحاد الأيرلندي لكرة القدم (IFA) هو الهيئة المنظمّة لكرة القدم في أيرلندا الشمالية، وكان تاريخيًا الهيئة الحاكمة لكامل الجزيرة.
ويعتبر IFA أحد أعضاء مجلس الاتحاد الدولي لكرة القدم، المسؤول عن قوانين اللعبة.
يُعدّ اتحاد كرة القدم النسائية في أيرلندا الشمالية (NIWFA) ذراع كرة القدم النسائية في IFA. يدير كأس السيدات، رابطة السيدات، ومنتخب أيرلندا الشمالية الوطني للنساء لكرة القدم.
يفضّل العديد من عشاق كرة القدم في أيرلندا الشمالية تشجيع أندية إنجليزية مثل مانشستر يونايتد وليفربول وأندية اسكتلندية مثل سيلتيك ورينجرز.

### المسابقات المحلية
الدوري المحلي هو دوري أيرلندا الشمالية الممتاز. وتشمل بعض الأندية البارزة نادي لينفيلد لكرة القدم  وغلنتوران إف. سي. يقع نادي ديري سيتي لكرة القدم في أيرلندا الشمالية لكنه يلعب في دوري جمهورية أيرلندا.
كأس الحليب هي بطولة دولية ناجحة للشباب تقام سنويًا في أيرلندا الشمالية، حيث تتنافس فيها الأندية والمنتخبات الوطنية من أي مكان في العالم. استضافت أيرلندا الشمالية أيضًا كأس الأمم الأوروبية UEFA تحت 19 عام في عام 2005.
نظّم رعاة قناة سيتانتا أيرلندا التلفزيونية كأس سيتانتا الرياضي. وهي بطولة شاملة للجزيرة، تضمّ اثني عشر فريقًا، ستةٌ منهم من رابطة أيرلندا وستة من الدوري الأيرلندي. على الرغم من انخفاض عدد المشجّعين في بطولات الدوري في كل ولاية من الولايات القضائية، إلا أن كأس سيتانتا حقّقت مبيعات تذاكر ناجحة نسبيًا، وفي خمس نسخٍ كان هناك فريق فائز واحد من أيرلندا الشمالية (لينفيلد في 2005).

### المنتخب الوطني
حقّق المنتخب الوطني الأوّل لأيرلندا الشمالية، على الرغم من الأداء السيئ في أواخر تسعينيات القرن العشرين والأعوام القليلة الأولى من القرن الحادي والعشرين، والتراجع الذي نتج عن ذلك في تصنيف الفيفا العالمي، نجاحًا ملحوظًا في أوائل ومنتصف ثمانينات القرن العشرين وقد انتعشت حظوظه تحت قيادة المدرب السابق لوري سانشيز، مع فوزه على أرضه على إسبانيا وإنجلترا.
معظم اللاعبين الذين ينضمون للمنتخب يلعبون في بطولات الدوري الإنجليزي أو الإسكتلندي على الرغم من الصدى الذي يثيره لاعبو الدوري الأيرلندي في بعض المباريات.

## الألعاب الغالية
تشمل الألعاب الغالية كرة القدم الغالية، والقذف، وكرة اليد الغالية.

### الهيئة الإدارية
الهيئة الإدارية هي الاتحاد الغالي الرياضي (GAA). يجري تقسيم الاتحاد الغالي الرياضي (GAA) إلى مجالس محافظات في داخل أيرلندا وخارجها. في أيرلندا، مجالس المقاطعات الأربع هي اتحاد مونستر الغالي الرياضي واتحاد أولستر الغالي الرياضي واتحاد كونشت الغالي الرياضي واتحاد لينستر الغالي الرياضي. يتحكّم مجلس مقاطعة أولستر في الألعاب الغالية في أيرلندا الشمالية، الذي يغطي جميع مقاطعات أولستر التسعة.

### المسابقات
كل لاعب كرة قدم أو قاذف يلعب في ناد محلي، ويجري اختيار أفضل اللاعبين للوائح المقاطعات. تجري في كل مقاطعة بطولة خاصة بها، إذ يمضي الفائزون للتنافس في بطولة أولستر لكرة القدم لأندية الرجال أو بطولة القذف لأندية أولستر للرجال. يُعتبر نادي كروسمالجن رينجرز من أكثر أندية كرة القدم نجاحًا في أيرلندا الشمالية.
تلعب فرق المقاطعات في المسابقات التحضيرية للموسم، مثل الدوري الوطني لكرة القدم، والذي يعدّ بمثابة التحضير لبطولة أولستر لكرة القدم للرجال وبطولة عموم أيرلندا لكرة القدم. نظائر رياضة القذف هم دوري القذف الوطني، وبطولة أولستر القارية للقذف وبطولة عموم أيرلندا للرجال. في السنوات الأخيرة، كان أكثر فرق كرة القدم نجاحًا في أيرلندا الشمالية هما تيرون جي. إيه. إيه وأمارغ جي. إيه. إيه. وجدت أندية القذف في أيرلندا الشمالية صعوبة في إحداث التأثير على المقاطعات الكبرى في الجمهورية، فقد كان نادي آنتريم جي. إيه. إيه الأكثر نجاحًا.
يمكن اختيار لاعبي مقاطعة لفريق أولستر الإقليمي للعب في كأس السكك الحديدية. على المستوى الدولي، يمكن للاعبي كرة القدم أن يلعبوا مع فريق كرة القدم للقواعد والفئات العمرية الدولية في أيرلندا ضد أفضل لاعبي القواعد والفئات العمرية لكرة القدم في أستراليا. يعتبر لاعبو القذف الذين يلعبون في الأقسام الدنيا من بطولة عموم أيرلندا مؤهّلين للعب ضد أفضل اللاعبين اللامعين من اسكتلندا في القواعد المركبة.

## اتحاد الرغبي
اتحاد الرغبي هو رياضة جماعية شائعة تُمارس في أيرلندا. يجري تنظيم هذه الرياضة لتشمل أيرلندا بأكملها بفريق واحد، وهيئة إدارية ودوري لكل من جمهورية أيرلندا وأيرلندا الشمالية.

### الهيئة الإدارية لاتحاد الرغبي الأيرلندي
اتحاد كرة الرغبي الأيرلندي هو الهيئة الإدارية لاتحاد الرغبي في أيرلندا. ينقسم اتحاد الرغبي الإيرلندي لكرة القدم (IRFU) إلى أربعة فروع تمثّل المقاطعات الأربعة في أيرلندا: أولستر، ومونستر، ولينستر وكوناخت.

## وصلات خارجية
- مجلس أيرلندا الشمالية للرياضة (بالإنجليزية)